# Marc Navarro Ceciliano
Marc Navarro i Ceciliano (Barcelona, 2 de juliol de 1995), conegut com a Marc Navarro, és un futbolista professional català que juga com a defensa, principalment com a lateral dret, al Watford FC.

## Trajectòria
Marc Navarro va començar a jugar a futbol en les categories inferiors del CF Badalona quan tenia 6 anys. Tot seguit, va passar nou anys al FC Barcelona, evolucionant de categoria per anar al RCD Espanyol, on va passar tres anys. En aquesta última etapa al futbol formatiu, va ser cedit al CF Damm durant una temporada.
Va ser seleccionat per formar part del filial de l'Espanyol durant la temporada 2014-2015, any en qupe va competir a la Segona Divisió B. Navarro va fer el seu debut com a professional el 2 de novembre de 2014 davant l'Elx Il·licità. Va marcar el seu primer gol en la victòria davant el FC Barcelona B per 3-2.
El 22 de desembre de 2015, Marc va signar una extensió de contracte d'un any amb el club, fins al juny de 2017.
Navarro va fer seu debut amb el primer equip el 21 de gener de 2017, marcant l'últim gol en una victòria a casa per 3-1 davant el Granada CF a la lliga. Navarro va esdevenir així el primer jugador del planter en marcar en el seu debut amb l'Espanyol, des que ho fes Raúl Tamudo el 1997.
El 30 de gener de 2017, Navarro va ampliar el seu contracte fins al 2021, i fou definitivament ascendit al primer equip per la temporada 2017-18.
El 15 de juny de 2018, es va anunciar el seu traspàs al Watford FC, equip de la Premier League anglesa pel qual va signar fins a l'any 2023 a canvi de dos milions d'euros.
A causa de no haver pogut tenir prou minuts per a jugar a la temporada 2018/19 en el club anglès, el 24 de juliol de 2019 es fa oficial la seva cessió al Club Deportivo Leganés per un any.